# Olympische Winterspiele 2022/Teilnehmer (Schweden)
| Gelbes Symbol für Goldmedaillen mit stilisierten Olympischen Ringen | Graues Symbol für Silbermedaillen mit stilisierten Olympischen Ringen | Braundes Symbol für Bronzemedaillen mit stilisierten Olympischen Ringen |
| ------------------------------------------------------------------- | --------------------------------------------------------------------- | ----------------------------------------------------------------------- |
| 8                                                                   | 5                                                                     | 5                                                                       |

Schweden nahm an den Olympischen Winterspielen 2022 in Peking mit 116 Athleten, davon 62 Männer und 54 Frauen, in elf Sportarten teil. Es war die 24. Teilnahme des Landes an Olympischen Winterspielen.

## Medaillen

### Medaillenspiegel
| Rang   | Sportart         | Gold | Silber | Bronze | Gesamt |
| ------ | ---------------- | ---- | ------ | ------ | ------ |
| 1      | Freestyle-Skiing | 2    | —      | 2      | 4      |
| 2      | Eisschnelllauf   | 2    | —      | —      | 2      |
| 3      | Biathlon         | 1    | 3      | —      | 4      |
| 4      | Skilanglauf      | 1    | 2      | 1      | 4      |
| 5      | Curling          | 1    | —      | 2      | 3      |
| 6      | Ski Alpin        | 1    | —      | —      | 1      |
| Gesamt | Gesamt           | 8    | 5      | 5      | 18     |

### Medaillengewinner
| Namen                                                                         | Sportart         | Wettkampf        |
| ----------------------------------------------------------------------------- | ---------------- | ---------------- |
| Gold                                                                          |                  |                  |
| Sara Hector                                                                   | Ski Alpin        | Riesenslalom     |
| Nils van der Poel                                                             | Eisschnelllauf   | 5000 m           |
| Nils van der Poel                                                             | Eisschnelllauf   | 10.000 m         |
| Walter Wallberg                                                               | Freestyle-Skiing | Buckelpiste      |
| Sandra Näslund                                                                | Freestyle-Skiing | Skicross         |
| Jonna Sundling                                                                | Skilanglauf      | Einzel-Sprint    |
| Linn Persson Mona Brorsson Hanna Öberg Elvira Öberg                           | Biathlon         | 4 × 6-km-Staffel |
| Niklas Edin Oskar Eriksson Rasmus Wranå Christoffer Sundgren Daniel Magnusson | Curling          | Männer           |
| Silber                                                                        |                  |                  |
| Maja Dahlqvist                                                                | Skilanglauf      | Einzel-Sprint    |
| Maja Dahlqvist Jonna Sundling                                                 | Skilanglauf      | Team-Sprint      |
| Elvira Öberg                                                                  | Biathlon         | 7,5 km Sprint    |
| Elvira Öberg                                                                  | Biathlon         | 10 km Verfolgung |
| Martin Ponsiluoma                                                             | Biathlon         | Massenstart      |
| Bronze                                                                        |                  |                  |
| Almida de Val Oskar Eriksson                                                  | Curling          | Mixed Doubles    |
| Henrik Harlaut                                                                | Freestyle-Skiing | Big Air          |
| Maja Dahlqvist Ebba Andersson Frida Karlsson Jonna Sundling                   | Skilanglauf      | 4 × 5 km         |
| Jesper Tjäder                                                                 | Freestyle-Skiing | Slopestyle       |
| Anna Hasselborg Sara McManus Agnes Knochenhauer Sofia Mabergs Johanna Heldin  | Curling          | Frauen           |

## Teilnehmer nach Sportarten

### Biathlon
| Athleten                                                          | Wettbewerbe         | Zeit          | Fehler         | Rang   |
| ----------------------------------------------------------------- | ------------------- | ------------- | -------------- | ------ |
| Frauen                                                            |                     |               |                |        |
| Mona Brorsson                                                     | 12,5 km Massenstart | 43:37,4 min   | 6 (2+1+2+1)    | 21     |
| Mona Brorsson                                                     | 15 km Einzel        | 45:43,1 min   | 1 (1+0+0+0)    | 12     |
| Anna Magnusson                                                    | 7,5 km Sprint       | 21:50,2 min   | 0 (0+0)        | 7      |
| Anna Magnusson                                                    | 10 km Verfolgung    | 40:59,9 min   | 6 (1+3+0+2)    | 46     |
| Elvira Öberg                                                      | 7,5 km Sprint       | 21:15,2 min   | 0 (0+0)        | Silber |
| Elvira Öberg                                                      | 10 km Verfolgung    | 36:23,4 min   | 3 (0+1+2+0)    | Silber |
| Elvira Öberg                                                      | 12,5 km Massenstart | 41:55,7 min   | 4 (1+0+0+3)    | 9      |
| Elvira Öberg                                                      | 15 km Einzel        | 45:55,2 min   | 3 (0+1+2+0)    | 13     |
| Hanna Öberg                                                       | 7,5 km Sprint       | 22:19,1 min   | 3 (1+2)        | 19     |
| Hanna Öberg                                                       | 10 km Verfolgung    | 38:11,3       | 6 (1+0+3+2)    | 18     |
| Hanna Öberg                                                       | 12,5 km Massenstart | 44:03,2       | 7 (0+3+1+3)    | 25     |
| Hanna Öberg                                                       | 15 km Einzel        | 46:35,8 min   | 3 (0+2+0+1)    | 16     |
| Linn Persson                                                      | 7,5 km Sprint       | 21:50,2 min   | 1 (0+1)        | 12     |
| Linn Persson                                                      | 10 km Verfolgung    | 36:54,1 min   | 2 (0+0+1+1)    | 5      |
| Linn Persson                                                      | 12,5 km Massenstart | 43:46,6 min   | 8 (0+2+3+3)    | 24     |
| Linn Persson                                                      | 15 km Einzel        | 46:22,3 min   | 2 (0+0+1+1)    | 15     |
| Linn Persson Mona Brorsson Hanna Öberg Elvira Öberg               | 4 × 6-km-Staffel    | 1:11:03,9 min | 0+6 (0+1 0+5)  | Gold   |
| Männer                                                            |                     |               |                |        |
| Peppe Femling                                                     | 10 km Sprint        | 26:58,5 min   | 3 (2+1)        | 64     |
| Peppe Femling                                                     | 20 km Einzel        | 53:43,6 min   | 2 (1+0+0+1)    | 40     |
| Jesper Nelin                                                      | 10 km Sprint        | 26:43,6 min   | 4 (3+1)        | 55     |
| Jesper Nelin                                                      | 12,5 km Verfolgung  | 44:02,3 min   | 4 (1+0+1+2)    | 31     |
| Jesper Nelin                                                      | 20 km Einzel        | 55:49,7 min   | 5 (0+2+0+3)    | 64     |
| Martin Ponsiluoma                                                 | 10 km Sprint        | 24:54,1 min   | 2 (0+2)        | 6      |
| Martin Ponsiluoma                                                 | 12,5 km Verfolgung  | 42:27,0 min   | 9 (2+3+4+0)    | 1      |
| Martin Ponsiluoma                                                 | 15 km Massenstart   | 38:54,7 min   | 2 (1+0+0+1)    | Silber |
| Martin Ponsiluoma                                                 | 20 km Einzel        | 51:16,8 min   | 3 (2+0+0+1)    | 21     |
| Sebastian Samuelsson                                              | 10 km Sprint        | 24:52,4 min   | 1 (1+0)        | 5      |
| Sebastian Samuelsson                                              | 12,5 km Verfolgung  | 42:10,2 min   | 5 (1+2+2+0)    | 8      |
| Sebastian Samuelsson                                              | 15 km Massenstart   | 41:01,0 min   | 4 (0+0+1+3)    | 11     |
| Sebastian Samuelsson                                              | 20 km Einzel        | 52:51,7 min   | 3 (1+1+1+0)    | 30     |
| Peppe Femling Jesper Nelin Martin Ponsiluoma Sebastian Samuelsson | 4 × 7,5-km-Staffel  | 1:21:39,6 h   | 1+13 (1+7 0+6) | 5      |
| Mixed                                                             |                     |               |                |        |
| Hanna Öberg Elvira Öberg Martin Ponsiluoma Sebastian Samuelsson   | 4 × 6-km-Staffel    | 1:07:31,6 min | 0+13 (0+7 0+6) | 4      |

### Curling
| Wettbewerb      | Frauen | Männer | Mixed Doubles |
| --------------- | --- | --- | --- |
| Athleten        | Anna Hasselborg Sara McManus Agnes Knochenhauer Sofia Mabergs Johanna Heldin                                                              | Niklas Edin Oskar Eriksson Rasmus Wranå Christoffer Sundgren Daniel Magnusson                                                               | Almida de Val Oskar Eriksson |
| Vorrunde        | Japan (8:5) Großbritannien (2:8) Kanada (7:6) China (6:9) Vereinigte Staaten (10:4) Schweiz (6:5) Dänemark (9:3) ROC (8:5) Südkorea (8:4) | China (6:4) Vereinigte Staaten (7:4) Italien (9:3) Kanada (7:4) Norwegen (6:4) ROC (7:5) Dänemark (8:3) Großbritannien (6:7) Schweiz (8:10) | Großbritannien (5:9) Tschechien (7:4) China (7:6) Australien (7:6) Vereinigte Staaten (8:7) Schweiz (6:1) Kanada (6:2) Norwegen (2:6) Italien (8:12) |
| Tie-Breaker     | — | — | — |
| Halbfinale      | Großbritannien | Kanada (5:3) | Italien (1:8) |
| Spiel um Bronze | Schweiz (9:7) | — | Großbritannien (9:3) |
| Finale          | ausgeschieden | Großbritannien (5:4) | ausgeschieden |
| Rang            | Bronze | Gold | Bronze |

### Eishockey
| Wettbewerb       | Frauen | Männer |
| ---------------- | --- | --- |
| Athleten         | Jessica Adolfsson Agnes Åker Linnéa Andersson Ebba Berglund Paula Bergström Ida Boman Josefin Bouveng Olivia Carlsson Johanna Fällman Sara Hjalmarsson Linnéa Johansson Lisa Johansson Anna Kjellbin Lina Ljungblom Michelle Löwenhielm Sofie Lundin Emma Murén Emma Nordin Maja Nylén Persson Linn Peterson Emma Söderberg Mina Waxin Felizia Wikner Zienkiewicz | Lukas Bengtsson Daniel Brodin Mathias Bromé Jacob de la Rose Dennis Everberg Oscar Fantenberg Christian Folin Max Friberg Magnus Hellberg Philip Holm Pontus Holmberg Linus Hultström Lars Johansson Linus Johansson Carl Klingberg Marcus Krüger Anton Lander Theodor Lennström Joakim Nordström Fredrik Olofsson Jonathan Pudas Adam Reideborn Gustav Rydahl Henrik Tömmernes Lucas Wallmark |
| Trainer          | Ulf Lundberg | Johan Garpenlöv |
| Gruppenphase     | Japan 1:3 (0:1, 1:0, 0:2) Tschechien 1:3 (0:1, 1:1, 0:1) China 2:1 (0:1, 2:0, 0:0) Dänemark 3:1 (1:0, 1:1, 1:0) | Lettland 3:2 (1:0, 2:1, 0:1) Slowakei 4:1 (3:0, 0:0, 1:1) Finnland 3:4 n. V. (0:0, 3:0, 0:3, 0:1) |
| Viertelfinale    | Kanada 0:11 (0:4, 0:5, 0:2) | Kanada 2:0 (0:0, 0:0, 2:0) |
| Halbfinale       | ausgeschieden | ROC 1:2 n. P. (0:0, 0:1, 1:0, 0:0, 0:1) |
| Spiel um Platz 3 | ausgeschieden | Slowakei 0:4 (0:0, 0:2, 0:2) |
| Platzierung      | 8. Platz | 4. Platz |

### Eiskunstlauf
| Athleten          | Wettbewerbe | Kurzprogramm | Kurzprogramm | Kür           | Kür           | Gesamt | Gesamt |
| Athleten          | Wettbewerbe | Punkte       | Rang         | Punkte        | Rang          | Punkte | Rang   |
| ----------------- | ----------- | ------------ | ------------ | ------------- | ------------- | ------ | ------ |
| Frauen            |             |              |              |               |               |        |        |
| Josefin Taljegård | Einzel      | 54,51        | 26           | ausgeschieden | ausgeschieden | 54,51  | 26     |
| Männer            |             |              |              |               |               |        |        |
| Nikolaj Majorov   | Einzel      | 78,54        | 20           | 142,24        | 21            | 220,78 | 21     |

### Eisschnelllauf
| Athleten          | Wettbewerbe | Zeit         | Rang |
| ----------------- | ----------- | ------------ | ---- |
| Männer            |             |              |      |
| Nils van der Poel | 5000 m      | 6:08,84 min  | Gold |
| Nils van der Poel | 10.000 m    | 12:30,74 min | Gold |

### Freestyle-Skiing
| Athleten         | Wettbewerbe | Qualifikation | Qualifikation | Finale        | Finale        | Rang   |
| Athleten         | Wettbewerbe | Punkte        | Rang          | Punkte        | Rang          | Rang   |
| ---------------- | ----------- | ------------- | ------------- | ------------- | ------------- | ------ |
| Männer           |             |               |               |               |               |        |
| Hugo Burvall     | Big Air     | 101,25        | 24            | ausgeschieden | ausgeschieden | 24     |
| Hugo Burvall     | Slopestyle  | 33,40         | 28            | ausgeschieden | ausgeschieden | 28     |
| Henrik Harlaut   | Big Air     | 176,50        | 4             | 181,00        | 3             | Bronze |
| Henrik Harlaut   | Slopestyle  | 48,16         | 21            | ausgeschieden | ausgeschieden | 21     |
| Oliwer Magnusson | Big Air     | 177,25        | 3             | 178,25        | 4             | 4      |
| Oliwer Magnusson | Slopestyle  | 73,46         | 12            | 40,46         | 11            | 11     |
| Jesper Tjäder    | Big Air     | 170,00        | 12            | 170,25        | 7             | 7      |
| Jesper Tjäder    | Slopestyle  | 79,38         | 4             | 85,35         | 3             | Bronze |

| Athleten          | Wettbewerbe | Qualifikation | Qualifikation | Qualifikation | Qualifikation | Finale        | Finale        | Finale        | Finale        | Finale        | Finale        | Rang |
| Athleten          | Wettbewerbe | Runde 1       | Runde 1       | Runde 2       | Runde 2       | Runde 1       | Runde 1       | Runde 2       | Runde 2       | Runde 3       | Runde 3       | Rang |
| Athleten          | Wettbewerbe | Punkte        | Rang          | Punkte        | Rang          | Punkte        | Rang          | Punkte        | Rang          | Punkte        | Rang          | Rang |
| ----------------- | ----------- | ------------- | ------------- | ------------- | ------------- | ------------- | ------------- | ------------- | ------------- | ------------- | ------------- | ---- |
| Männer            |             |               |               |               |               |               |               |               |               |               |               |      |
| Felix Elofsson    | Buckelpiste | 72,24         | 19            | 78,87         | 1             | 74,97         | 17            | ausgeschieden | ausgeschieden | ausgeschieden | ausgeschieden | 17   |
| Oskar Elofsson    | Buckelpiste | 69,66         | 26            | 73,52         | 12            | ausgeschieden | ausgeschieden | ausgeschieden | ausgeschieden | ausgeschieden | ausgeschieden | 22   |
| Ludvig Fjällström | Buckelpiste | 76,20         | 7             | –             | –             | 75,37         | 15            | ausgeschieden | ausgeschieden | ausgeschieden | ausgeschieden | 15   |
| Walter Wallberg   | Buckelpiste | 79,12         | 2             | –             | –             | 78,05         | 4             | 80,33         | 1             | 83,23         | 1             | Gold |

| Athleten         | Wettbewerbe | Qualifikation | Qualifikation | Achtelfinale | Viertelfinale | Halbfinale    | Finale        | Rang |
| Athleten         | Wettbewerbe | Zeit          | Rang          | Rang         | Rang          | Rang          | Rang          | Rang |
| ---------------- | ----------- | ------------- | ------------- | ------------ | ------------- | ------------- | ------------- | ---- |
| Frauen           |             |               |               |              |               |               |               |      |
| Alexandra Edebo  | Skicross    | 1:18,49 min   | 10            | 2            | 4             | ausgeschieden | ausgeschieden | 13   |
| Sandra Näslund   | Skicross    | 1:15,21 min   | 1             | 1            | 1             | 1             | 1             | Gold |
| Männer           |             |               |               |              |               |               |               |      |
| Viktor Andersson | Skicross    | 1:13,49 min   | 23            | 4            | ausgeschieden | ausgeschieden | ausgeschieden | 27   |
| Elliott Baralo   | Skicross    | 1:13,82 min   | 28            | 4            | ausgeschieden | ausgeschieden | ausgeschieden | 29   |
| David Mobärg     | Skicross    | 1:12,97 min   | 13            | 3            | ausgeschieden | ausgeschieden | ausgeschieden | 19   |
| Erik Mobärg      | Skicross    | 1:13,01 min   | 14            | 1            | 1             | 1             | 4             | 4    |

### Rennrodeln
| Athlet        | Wettbewerb | Lauf 1   | Lauf 1 | Lauf 2   | Lauf 2 | Lauf 3   | Lauf 3 | Lauf 4       | Lauf 4 | Gesamt       | Gesamt |
| Athlet        | Wettbewerb | Zeit     | Rang   | Zeit     | Rang   | Zeit     | Rang   | Zeit         | Rang   | Zeit         | Rang   |
| ------------- | ---------- | -------- | ------ | -------- | ------ | -------- | ------ | ------------ | ------ | ------------ | ------ |
| Frauen        |            |          |        |          |        |          |        |              |        |              |        |
| Tove Kohala   | Einsitzer  | 59,533 s | 20     | 59,776 s | 21     | 59,333 s | 23     | 1:02,431 min | 20     | 4:01,073 min | 20     |
| Männer        |            |          |        |          |        |          |        |              |        |              |        |
| Svante Kohala | Einsitzer  | 58,517 s | 21     | 58,779 s | 20     | 58,368 s | 18     | 58,333 s     | 19     | 3:53,997 min | 20     |

### Ski Alpin
| Athleten              | Wettbewerbe  | 1. Lauf     | 1. Lauf | 2. Lauf       | 2. Lauf       | Gesamt        | Gesamt        |
| Athleten              | Wettbewerbe  | Zeit        | Rang    | Zeit          | Rang          | Zeit          | Rang          |
| --------------------- | ------------ | ----------- | ------- | ------------- | ------------- | ------------- | ------------- |
| Frauen                |              |             |         |               |               |               |               |
| Hanna Aronsson Elfman | Riesenslalom | 1:00,19 min | 22      | DNF           | DNF           | ausgeschieden | ausgeschieden |
| Elsa Fermbäck         | Slalom       | 55,26 s     | 28      | 54,07 s       | 27            | 1:49,33 min   | 28            |
| Sara Hector           | Riesenslalom | 57,56 s     | 1       | 58,13 s       | 8             | 1:55,69 min   | Gold          |
| Sara Hector           | Slalom       | DNF         | DNF     | ausgeschieden | ausgeschieden | ausgeschieden | ausgeschieden |
| Hilma Lövblom         | Riesenslalom | 1:01,18 min | 27      | DNF           | DNF           | ausgeschieden | ausgeschieden |
| Charlotta Säfvenberg  | Slalom       | 55,25 s     | 27      | 53,45 s       | 21            | 1:48,70 min   | 24            |
| Anna Swenn-Larsson    | Slalom       | 53,44 s     | 11      | 52,87 s       | 6             | 1:46,31 min   | 9             |
| Männer                |              |             |         |               |               |               |               |
| Kristoffer Jakobsen   | Slalom       | DNF         | DNF     | ausgeschieden | ausgeschieden | ausgeschieden | ausgeschieden |
| Mattias Rönngren      | Riesenslalom | 1:04,48 min | 13      | DNF           | DNF           | ausgeschieden | ausgeschieden |

| Athleten                                                                 | Wettbewerbe | Achtelfinale | Achtelfinale | Viertelfinale | Viertelfinale | Halbfinale    | Halbfinale    | Finale/Platz 3 | Finale/Platz 3 | Rang |
| Athleten                                                                 | Wettbewerbe | Gegner       | Punkte       | Gegner        | Punkte        | Gegner        | Punkte        | Gegner         | Punkte         | Rang |
| ------------------------------------------------------------------------ | ----------- | ------------ | ------------ | ------------- | ------------- | ------------- | ------------- | -------------- | -------------- | ---- |
| Mixed                                                                    |             |              |              |               |               |               |               |                |                |      |
| Hilma Lövblom Kristoffer Jakobsen Mattias Rönngren Hanna Aronsson Elfman | Mannschaft  | Deutschland  | 1:3          | ausgeschieden | ausgeschieden | ausgeschieden | ausgeschieden | ausgeschieden  | ausgeschieden  | 13   |

### Skilanglauf
| Athleten                                                    | Wettbewerbe       | Zeit        | Rang   |
| ----------------------------------------------------------- | ----------------- | ----------- | ------ |
| Frauen                                                      |                   |             |        |
| Ebba Andersson                                              | 10 km Klassisch   | 28:57,2 min | 6      |
| Ebba Andersson                                              | 15 km Skiathlon   | 45:41,3 min | 10     |
| Ebba Andersson                                              | 30 km Freier Stil | 1:27:35,5 h | 8      |
| Charlotte Kalla                                             | 10 km Klassisch   | 30:07,6 min | 20     |
| Charlotte Kalla                                             | 15 km Skiathlon   | 47:53,8 min | 19     |
| Charlotte Kalla                                             | 30 km Freier Stil | 1:34:45,4 h | 35     |
| Frida Karlsson                                              | 10 km Klassisch   | 29:28,0 min | 12     |
| Frida Karlsson                                              | 15 km Skiathlon   | 44:56,2 min | 5      |
| Moa Olsson                                                  | 15 km Skiathlon   | 50:12,8 min | 45     |
| Emma Ribom                                                  | 10 km Klassisch   | 30:05,8 min | 19     |
| Emma Ribom                                                  | 30 km Freier Stil | 1:32:27,8 h | 29     |
| Jonna Sundling                                              | 30 km Freier Stil | 1:27:29,4 h | 4      |
| Maja Dahlqvist Ebba Andersson Frida Karlsson Jonna Sundling | 4 × 5-km-Staffel  | 54:01,7 min | Bronze |
| Männer                                                      |                   |             |        |
| Jens Burman                                                 | 15 km Klassisch   | 39:26,8 min | 8      |
| Jens Burman                                                 | 30 km Skiathlon   | 1:21:43,3 h | 24     |
| Jens Burman                                                 | 50 km Freier Stil | 1:14:22,3 h | 16     |
| Calle Halfvarsson                                           | 15 km Klassisch   | 40:46,8 min | 26     |
| Calle Halfvarsson                                           | 30 km Skiathlon   | 1:22:56,3 h | 30     |
| Calle Halfvarsson                                           | 50 km Freier Stil | 1:16:47,6 h | 38     |
| Johan Häggström                                             | 15 km Klassisch   | 40:30,9 min | 21     |
| Leo Johansson                                               | 30 km Skiathlon   | 1:24:59,6 h | 37     |
| Leo Johansson                                               | 50 km Freier Stil | 1:17:16,5 h | 39     |
| William Poromaa                                             | 15 km Klassisch   | 39:42,5 min | 10     |
| William Poromaa                                             | 30 km Skiathlon   | 1:19:03,7 h | 6      |
| William Poromaa                                             | 50 km Freier Stil | 1:12:29,1 h | 9      |
| Oskar Svensson William Poromaa Jens Burman Johan Häggström  | 4 × 10-km-Staffel | 1:57:00,4 h | 4      |

| Athleten                       | Wettbewerbe | Qualifikation | Qualifikation | Viertelfinale | Viertelfinale | Halbfinale    | Halbfinale    | Finale        | Finale        | Rang   |
| Athleten                       | Wettbewerbe | Zeit          | Rang          | Zeit          | Rang          | Zeit          | Rang          | Zeit          | Rang          | Rang   |
| ------------------------------ | ----------- | ------------- | ------------- | ------------- | ------------- | ------------- | ------------- | ------------- | ------------- | ------ |
| Frauen                         |             |               |               |               |               |               |               |               |               |        |
| Maja Dahlqvist                 | Sprint      | 3:18,05 min   | 6             | 3:21,03 min   | 1             | 3:12,94 min   | 3             | 3:12,56 min   | 2             | Silber |
| Anna Dyvik                     | Sprint      | 3:19,15 min   | 9             | 3:19,00 min   | 4             | ausgeschieden | ausgeschieden | ausgeschieden | ausgeschieden | 17     |
| Emma Ribom                     | Sprint      | 3:19,99 min   | 11            | 3:18,44 min   | 2             | 3:15,22 min   | 1             | 3:20,79 min   | 6             | 6      |
| Jonna Sundling                 | Sprint      | 3:09,03 min   | 1             | 3:15,48 min   | 1             | 3:11,94 min   | 1             | 3:09,68 min   | 1             | Gold   |
| Maja Dahlqvist Jonna Sundling  | Team-Sprint | —             | —             | —             | —             | 23:01,40 min  | 3             | 22:10,02 min  | 2             | Silber |
| Männer                         |             |               |               |               |               |               |               |               |               |        |
| Marcus Grate                   | Sprint      | 2:52,14 min   | 18            | 2:53,71 min   | 3             | ausgeschieden | ausgeschieden | ausgeschieden | ausgeschieden | 16     |
| Johan Häggström                | Sprint      | 2:50,61 min   | 8             | 2:58,01 min   | 3             | ausgeschieden | ausgeschieden | ausgeschieden | ausgeschieden | 13     |
| Anton Persson                  | Sprint      | 2:53,71 min   | 27            | 2:53,35 min   | 5             | ausgeschieden | ausgeschieden | ausgeschieden | ausgeschieden | 24     |
| Oskar Svensson                 | Sprint      | 2:52,07 min   | 17            | 2:52,26 min   | 3             | 2:51,22 min   | 3             | 3:04,23 min   | 6             | 6      |
| William Poromaa Oskar Svensson | Team-Sprint | —             | —             | —             | —             | 20:07,57 min  | 2             | 19:38,05 min  | 4             | 4      |

### Skispringen
| Athleten      | Wettbewerb    | Qualifikation | Qualifikation | Qualifikation | 1. Durchgang | 1. Durchgang | 1. Durchgang | 2. Durchgang | 2. Durchgang | 2. Durchgang | Gesamt | Gesamt |
| Athleten      | Wettbewerb    | Weite         | Punkte        | Rang          | Weite        | Punkte       | Rang         | Weite        | Punkte       | Rang         | Punkte | Rang   |
| ------------- | ------------- | ------------- | ------------- | ------------- | ------------ | ------------ | ------------ | ------------ | ------------ | ------------ | ------ | ------ |
| Frauen        |               |               |               |               |              |              |              |              |              |              |        |        |
| Frida Westman | Normalschanze | —             | —             | —             | 87,0 m       | 80,9         | 21           | 90,0 m       | 94,6         | 10           | 175,5  | 16     |

### Snowboard
| Athleten        | Wettbewerbe | Qualifikation | Qualifikation | Finale        | Finale        | Rang |
| Athleten        | Wettbewerbe | Punkte        | Rang          | Punkte        | Rang          | Rang |
| --------------- | ----------- | ------------- | ------------- | ------------- | ------------- | ---- |
| Männer          |             |               |               |               |               |      |
| Niklas Mattsson | Big Air     | 102,50        | 20            | ausgeschieden | ausgeschieden | 20   |
| Niklas Mattsson | Slopestyle  | 24,18         | 30            | ausgeschieden | ausgeschieden | 30   |
| Sven Thorgren   | Big Air     | 151,00        | 7             | 88,50         | 11            | 11   |
| Sven Thorgren   | Slopestyle  | 40,73         | 24            | ausgeschieden | ausgeschieden | 24   |